# Радзішево-Круле
Радзішево-Круле (пол. Radziszewo-Króle) — село в Польщі, у гміні Цехановець Високомазовецького повіту Підляського воєводства.
Населення — 188 осіб (2011).
У 1975-1998 роках село належало до Ломжинського воєводства.

## Демографія
Демографічна структура станом на 31 березня 2011 року:
|          | Загалом | Допрацездатний вік | Працездатний вік | Постпрацездатний вік |
| -------- | ------- | ------------------ | ---------------- | -------------------- |
| Чоловіки | 92      | 20                 | 55               | 17                   |
| Жінки    | 96      | 16                 | 51               | 29                   |
| Разом    | 188     | 36                 | 106              | 46                   |